# Hoger
Hoger ou Otger (latin : Hogerus ; mort en 906) fut abbé de Werden et de Saint-Ludger de Helmstedt entre l'an 898 et 902.
Grâce au duc Otto Ier de Saxe, il obtint un champ dans le Herzfeld, lieu où sainte Ide de Herzfeld fut inhumée.
Il s'est vu provisoirement attribuer la paternité du Musica Enchiriadis, premier traité théorique de musique polyphonique de la tradition occidentale.